# Brégnier-Cordon
Pour les articles homonymes, voir Cordon.
Brégnier-Cordon est une commune française, située dans le département de l'Ain en région Auvergne-Rhône-Alpes.
Ses habitants sont appelés les Brégnolans.

## Géographie

### Localisation
La commune de Brégnier-Cordon est située dans le département de l'Ain, à 20 kilomètres au sud de Belley, à 80 kilomètres au sud-est de Bourg-en-Bresse, à 80 kilomètres à l'est de Lyon, à 40 kilomètres au nord-ouest de Chambéry et à 115 kilomètres au sud-ouest de Genève. Elle occupe l'intérieur du coude que dessine le Rhône et se trouve donc aux confins des départements de la Savoie (au sud-est) et de l'Isère (à l'ouest). Elle est par conséquent la commune la plus méridionale du département de l'Ain.

### Communes limitrophes
|                                        | Groslée-Saint-Benoit            | Prémeyzel                  |
| Les Avenières Veyrins-Thuellin (Isère) | Brégnier-Cordon                 | Izieu , Murs-et-Gélignieux |
| Aoste (Isère)                          | Saint-Genix-sur-Guiers (Savoie) | Champagneux (Savoie)       |

### Relief
Le territoire de Brégnier-Cordon s'étend principalement dans la plaine du Rhône, au pied des dernières hauteurs du massif du Jura (montagne de Brégnier, mont de Cordon). Son altitude minimale est de 203 m et l'altitude maximale de 460 m.

### Loisirs
Il est possible de pratiquer la pêche et de nombreux loisirs nautiques dans le Rhône et les bases de loisirs spécialement dédiées.

### Hydrographie

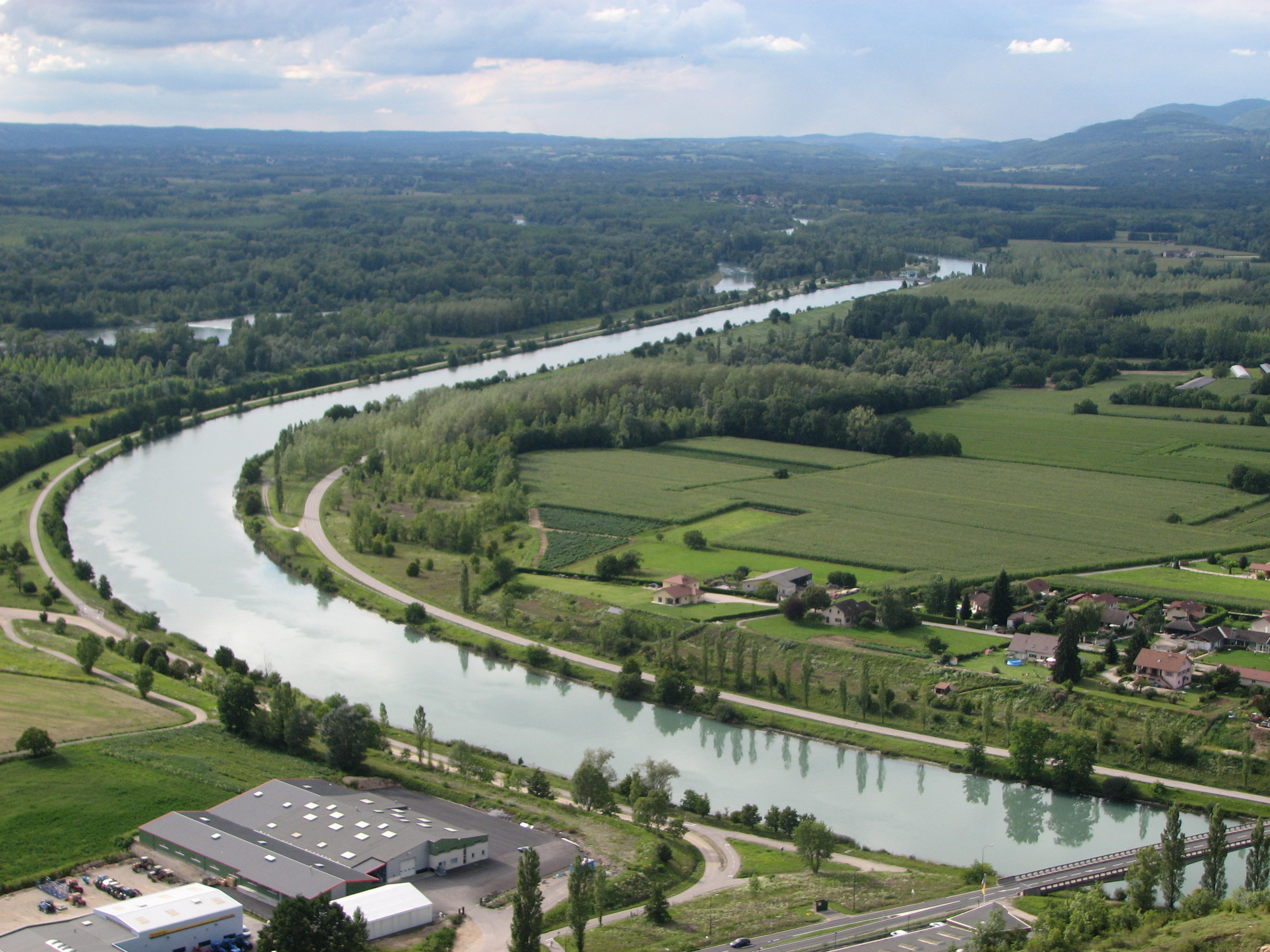
Le canal de dérivation de Brégnier-Cordon, vu du mont de Cordon.

La commune est bordée par le Rhône au sud et à l'ouest, au nord par le Gland. Elle est traversée par le canal de dérivation de Brégnier-Cordon.
Le lac de Glandieu, situé près du hameau du même nom, est un lieu de baignade apprécié dans la région. Le lac de Pluvis, qui s'étendait au pied du mont de Cordon, a disparu en 1981 lors du creusement du canal. Ces travaux d'aménagement ont aussi fait disparaître plusieurs bras du fleuve, appelés « lônes ».

### Climat
Pour des articles plus généraux, voir climat d'Auvergne-Rhône-Alpes et climat de l'Ain.
En 2010, le climat de la commune est de type climat océanique altéré, selon une étude du CNRS s'appuyant sur une série de données couvrant la période 1971-2000. En 2020, Météo-France publie une typologie des climats de la France métropolitaine dans laquelle la commune est exposée à un climat de montagne ou de marges de montagne et est dans la région climatique Alpes du nord, caractérisée par une pluviométrie annuelle de 1 200 à 1 500 mm, irrégulièrement répartie en été.
Pour la période 1971-2000, la température annuelle moyenne est de 11,5 °C, avec une amplitude thermique annuelle de 18,3 °C. Le cumul annuel moyen de précipitations est de 1 225 mm, avec 10,9 jours de précipitations en janvier et 7,5 jours en juillet. Pour la période 1991-2020, la température moyenne annuelle observée sur la station météorologique de Météo-France la plus proche, « Belley Man », sur la commune de Belley à 13 km à vol d'oiseau, est de 12,1 °C et le cumul annuel moyen de précipitations est de 1 099,8 mm,. Pour l'avenir, les paramètres climatiques de la commune estimés pour 2050 selon différents scénarios d'émission de gaz à effet de serre sont consultables sur un site dédié publié par Météo-France en novembre 2022.

### Transports

#### Voies de communication routière
La commune est longée par la route départementale 19, qui provient de Sault-Brénaz au nord-ouest puis devient la départementale 992 au sud de la commune et se dirige vers le nord en direction de Belley. La départementale 10 est une route passant au nord de la commune et qui permet de relier la D 19 à la D 992 sans longer le Rhône.
Le pont de Cordon relie la commune de Brégnier-Cordon à celle d'Aoste, dans l'Isère.
L'autoroute la plus proche est l'autoroute A43 avec la sortie no 10 Chimilin - Les Abrets située à 10 km au sud de la commune.

#### Lignes ferroviaires
Brégnier-Cordon était autrefois accessible par deux lignes de chemin de fer, aujourd'hui disparues.
- La ligne de Pressins à Virieu-le-Grand, mise en service en 1884. Elle passait côté du pont de Cordon et par le hameau de La Bruyère, où était située la gare de Brégnier-Cordon. Après la destruction du pont ferroviaire en 1940, la liaison avec l'Isère a été interrompue. La ligne est demeurée en service, quoique de manière très modeste, entre Brégnier et Virieu jusqu'en 1981. Les travaux d'aménagement de la CNR y ont alors définitivement mis fin et la gare PLM a perdu sa vocation pour devenir une boulangerie[9],[10],[11].
- La ligne de la Compagnie des chemins de fer du Haut-Rhône, qui faisait partie de ce qui était appelé les tramways de l'Ain, reliait Brégnier-Cordon à Sault-Brénaz sur une longueur de 35 km. La ligne a été mise en service le 9 septembre 1911, après une déclaration d'utilité publique en 1906. Elle desservait à l'origine Brégnier, Glandieu, Saint-Benoît, Groslée, Montagnieu, Serrières-de-Briord et Villebois, puis fut prolongée en 1912 jusqu'à Sault-Brénaz, où elle rejoignait la ligne de la Compagnie des omnibus et tramways de Lyon. Le trajet de 35 km durait 3 heures. La ligne Brégnier-Cordon—Sault-Brénaz avait la particularité d'être la seule du réseau des tramways de l'Ain à avoir un écartement normal (1,435 m), les autres utilisant la voie métrique. Les locomotives utilisées sur la ligne étaient des Buffaud-Robatel et une Pinguely[12]. La gare de Brégnier-Cordon était située à proximité de celle de la ligne PLM. À partir de 1930, la ligne fut concurrencée par les services d'autocars et elle cessa ses activités de transport de voyageurs en 1934. En 1939, elle fut définitivement désaffectée[13].

Aujourd'hui, les gares ferroviaires les plus proches sont celles de Saint-André-le-Gaz (14 km) et de La Tour-du-Pin (17 km).

## Urbanisme

### Typologie
Au 1er janvier 2024, Brégnier-Cordon est catégorisée commune rurale à habitat dispersé, selon la nouvelle grille communale de densité à 7 niveaux définie par l'Insee en 2022.
Elle est située hors unité urbaine et hors attraction des villes,.

### Occupation des sols
L'occupation des sols de la commune, telle qu'elle ressort de la base de données européenne d’occupation biophysique des sols Corine Land Cover (CLC), est marquée par l'importance des forêts et milieux semi-naturels (45,8 % en 2018), une proportion sensiblement équivalente à celle de 1990 (45,9 %). La répartition détaillée en 2018 est la suivante : 
forêts (45,8 %), eaux continentales (19,2 %), zones agricoles hétérogènes (18,9 %), zones urbanisées (5,5 %), terres arables (4,2 %), prairies (3,6 %), espaces verts artificialisés, non agricoles (2,8 %).
L'évolution de l’occupation des sols de la commune et de ses infrastructures peut être observée sur les différentes représentations cartographiques du territoire : la carte de Cassini (XVIIIe siècle), la carte d'état-major (1820-1866) et les cartes ou photos aériennes de l'IGN pour la période actuelle (1950 à aujourd'hui).

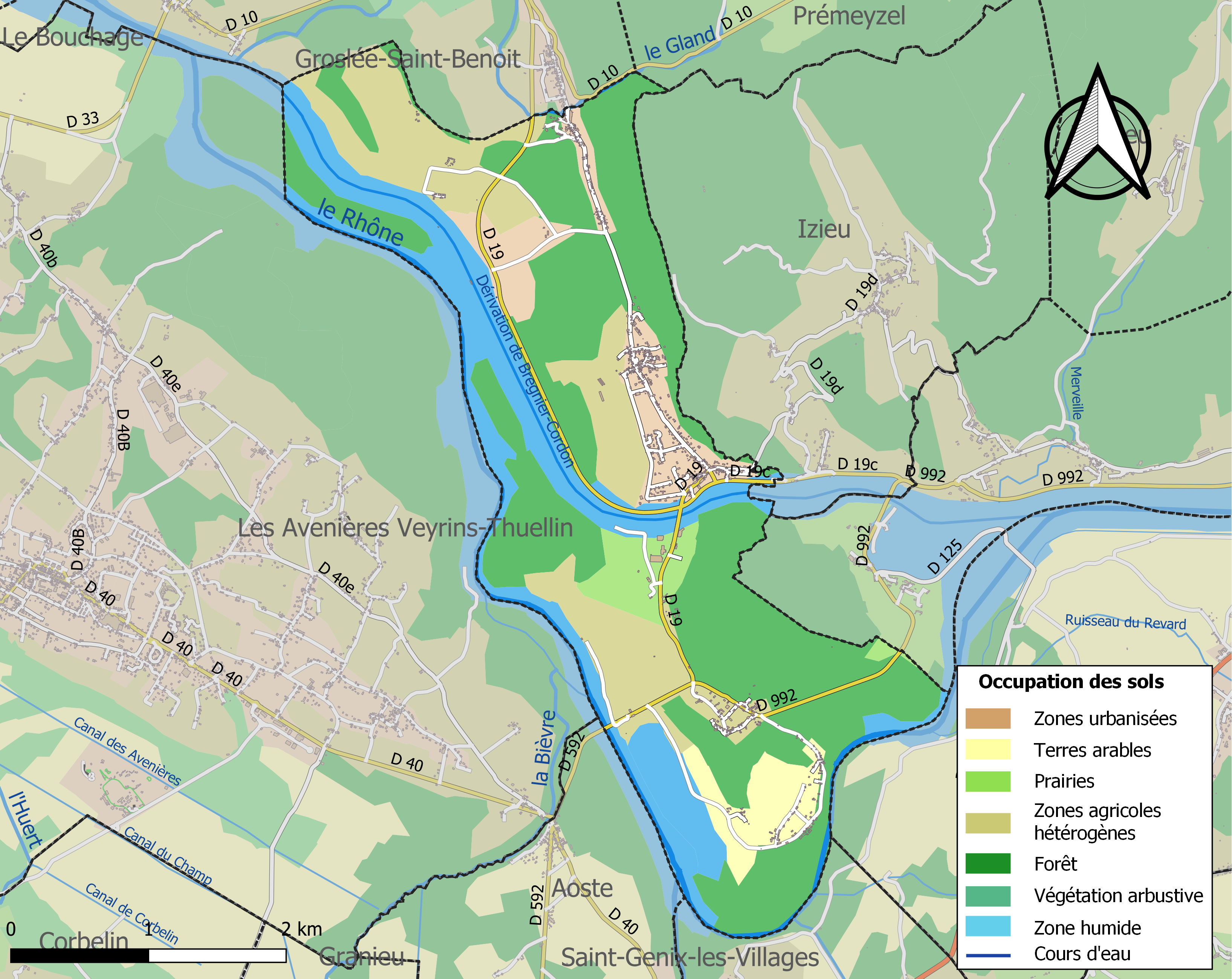
Carte des infrastructures et de l'occupation des sols de la commune en 2018 (CLC).

#### Morphologie urbaine
La commune regroupe plusieurs hameaux, dont les principaux sont Brégnier, La Bruyère, Glandieu et Cordon.
Une urbanistation progressive des terres cultivables tend à faire perdre à la commune cette configuration en hameaux au profit d'un tissu urbain plus continu.
Brégnier‐Cordon n’échappe pas à un développement à dominante pavillonnaire, en décalage avec le tissu urbain traditionnel et le patrimoine bâti local.

##### Brégnier

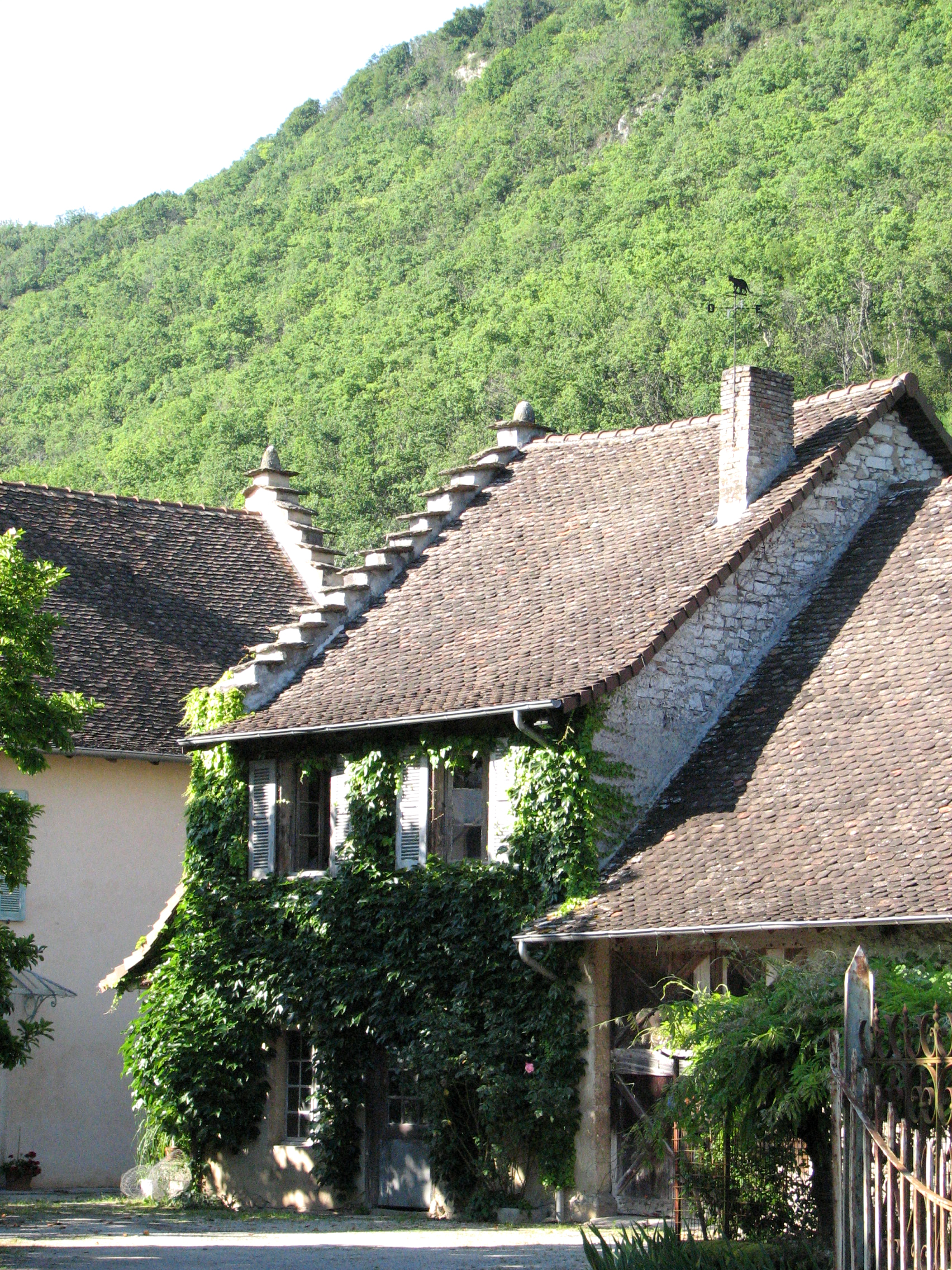
Maisons du village de Brégnier, avec les traditionnels pignons à redents.

Brégnier est le village principal de la commune de Brégnier-Cordon.
On y trouve notamment la mairie, l'église, l'école, la salle des fêtes, des terrains sportifs et quelques commerces (boulangerie, salon de coiffure, matériel agricole).

##### La Bruyère
La Bruyère est située à proximité de Brégnier, dont elle est notamment séparée par le cimetière de la commune.
On y trouve une zone artisanale, un fabricant de pierres tombales, un camping, la caserne des pompiers, la poste et quelques commerces (boulangerie, épicerie, assurances).
La Bruyère était autrefois le siège d'une gendarmerie (reconvertie en logements) et d'une gare (reconvertie en boulangerie). La ligne de chemin de fer qui y passait a été définitivement démantelée vers 1980. C'est aussi à cette époque que le lac de Pluvis, situé au pied du hameau, a disparu lorsque a été creusé un canal de dérivation destiné à alimenter la centrale hydroélectrique de Brégnier-Cordon.
Il existait autrefois une usine de confiserie à la Bruyère. Le bâtiment a été réaménagé en 2004 pour accueillir la Maison des Isles, un gîte de groupes pouvant accueillir 74 personnes. Le musée Escale Haut-Rhône a ouvert ses portes en 2007 à proximité.

##### Glandieu
À cheval entre la commune de Brégnier-Cordon et celle de Saint-Benoît, Glandieu s'étend de part et d'autre de la cascade de Glandieu.

##### Cordon

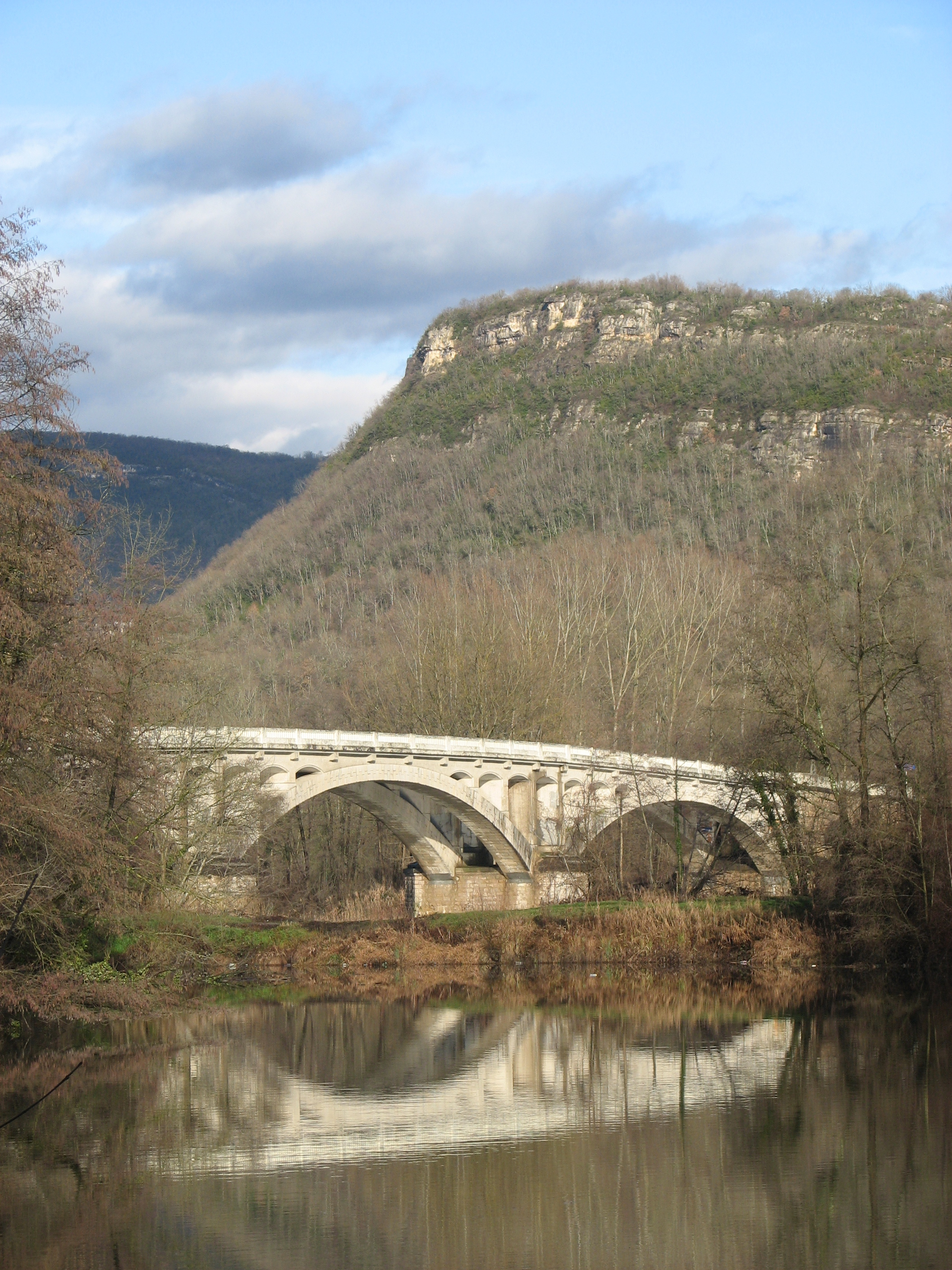
Le pont de Cordon, au pied du mont de Cordon, vu de Saint-Didier d'Aoste.

Situé à l'extrémité méridionale de la commune (et donc du département), Cordon est niché entre le mont de Cordon et le Rhône. Le village comprend plusieurs hameaux, dont le Port et la Pierre. Le château de Cordon, aujourd'hui ruiné, témoigne de l'importance passée du site et de la maison de Cordon.

#### Logement
Le nombre total de logements dans la commune est de 319. Parmi ces logements, 73 % sont des résidences principales, 17,2 % sont des résidences secondaires et 9,7 % sont des logements vacants. Ces logements sont pour une part de 92,3 % des maisons individuelles, 4,7 % sont d'autre part des appartements et enfin seulement 3 % sont des logements d'un autre type. Le nombre d'habitants propriétaires de leur logement est de 68,2 %. Ce qui est supérieur à la moyenne nationale qui se monte à près de 55,3 %. En conséquence, le nombre de locataires est de 27 % sur l'ensemble des logements qui est inversement inférieur à la moyenne nationale qui est de 39,8 %. On peut noter également que 4,7 % des habitants de la commune sont des personnes logées gratuitement alors qu'au niveau de l'ensemble de la France le pourcentage est de 4,9 %. Toujours sur l'ensemble des logements de la commune, 0,4 % sont des studios, 3 % sont des logements de deux pièces, 13,3 % en ont trois, 27,5 % des logements disposent de quatre pièces, et 55,8 % des logements ont cinq pièces ou plus.

## Toponymie

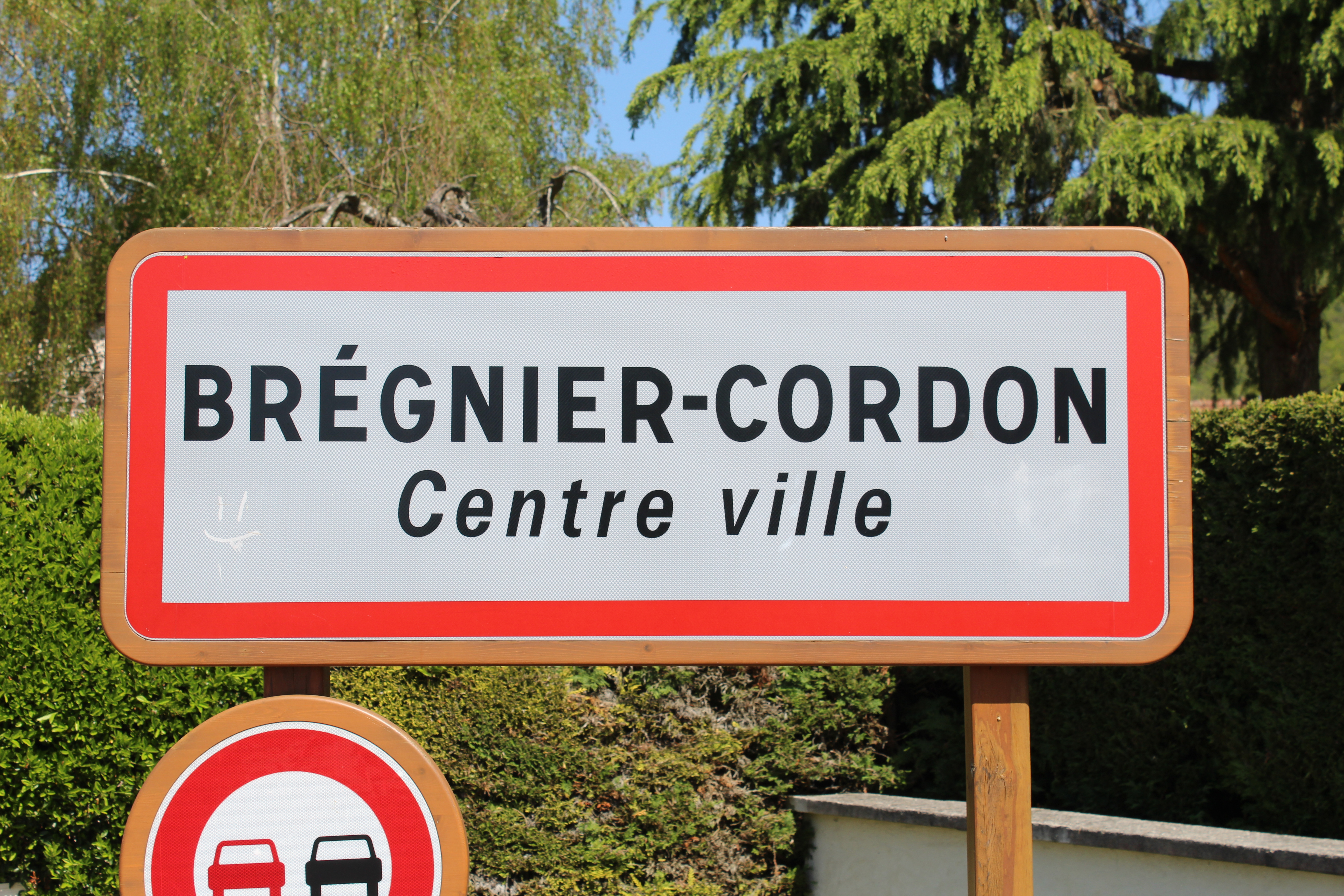
Panneau d'entrée
dans le centre-ville.

Les formes attestées de Brégnier sont Brenniaco (mention de l'église) et Breniacus en 1153 (cartulaire de l'abbaye d'Ainay), Brenniez en 1265, Bregnez et Bregniez en 1292, Bregniacus en 1354, Breniacus en 1381, Bregnier en 1400, Brenier en 1793, Bregnier et Cordon en 1801.
Le nom de la localité est composé du nom de deux villages, Brégnier et de Cordon. Le premier, devenu le chef-lieu, absorbe le second au cours de la période de 1790-1794.
Le toponyme de Brégnier dériverait d'un nom de domaine gallo-romain (Brenniacus) formé à partir du nom de personne Brennius.
Selon une autre hypothèse, Brenniacus pourrait contenir la racine gauloise brenno (« boue »).

## Histoire
Paroisse (Ecclesia de Brenniaco, capellanus de Bregnez, de Bregniez) sous le vocable de saint Jean-Baptiste unie au XVIe siècle à celle d'Ezieu. Le prieur de Saint-Benoît de Cessieu, au nom de l'abbé d'Ainay, nommait à la cure.
L'église de Brégnier fut confirmée à l'abbaye d'Ainay, le 26 février 1152, par le pape Eugène III, et en 1250 par Innocent IV. En 1294, Anselme, curé de Brégnier, reconnut qu'il n'avait droit qu'au tiers de la dîme des blés et du vin, au tiers aussi des oblations en argent et en pain, mais aux deux tiers des droits de sépulture et à la totalité des vêtements des morts,.

### Découvertes archéologiques à Brégnier-Cordon
En 1884-1886, un tumulus datant de l'Âge du Bronze a été découvert sur le territoire de Brégnier-Cordon. Il contenait un squelette, deux bracelets en bronze, une épée et un porte-aiguille.
En 1985, des tessons de céramique protohistoriques atypiques ont été mis au jour au bord du lac de Pluvis, aujourd'hui disparu.
Deux statuettes en bronze, hautes de 7 cm, représentant des dieux gallo-romains, découvertes en 1864 dans une fissure de rocher à Cordon. Elles ont été datées des IIIe – IVe siècles.
La construction d'une digue près du pont de Cordon, en 1862, a mené à la découverte d'une pirogue monoxyle en chêne. Longtemps considérée comme un artefact de l'époque néolithique, la pirogue de Cordon a été datée par le carbone 14 au Ve siècle. Elle a été conservée au parc de la Tête d'Or, à Lyon, avant d'être rapportée à Brégnier-Cordon en 2011, où elle est désormais exposée.
Fouillée en 1884 et 1910, la grotte de la Bonne-Femme a livré des traces d'occupation datant du Paléolithique supérieur.
Les fragments de tuiles et de céramiques de l'époque gallo-romaine sont très nombreux.

### Seigneurie de Cordon
La seigneurie de Cordon est une seigneurie médiévale originaire de la province du Bugey, dépendante des comtes de Savoie depuis le XIIIe siècle.

### Faits divers

#### Brégnier-Cordon, point de départ d'un roman de Stendhal
En 1826, Antoine Berthet, jeune séminariste ambitieux est engagé par le comte de Cordon au château de la Barre à Brégnier-Cordon. Il avait été auparavant précepteur des enfants du maire de Brangues, M. Michoud de la Tour, et était devenu l'amant de la mère de ses élèves. Quelques mois après son arrivée à Brégnier-Cordon, il est congédié.
Persuadé de devoir sa disgrâce à Mme Michoud, il se rend à Brangues où, dans l'église, pendant un office, il tire sur son ancienne maîtresse. Son procès se déroule à Grenoble en décembre 1827. Il est condamné à mort et exécuté en février 1828. Cette affaire avait fait grand bruit à l'époque. On avait raconté qu'il avait séduit Mlle Henriette de Cordon et que c'était la raison de son renvoi par M. de Cordon.
Stendhal était un lecteur assidu de la Gazette des Tribunaux qui avait longuement relaté cette affaire et l'on pense qu'il s'est inspiré d'Antoine Berthet, du comte de Cordon et de sa fille Henriette pour créer  les personnages de Julien Sorel, du marquis de la Mole et de sa fille Mathilde, les héros de son roman le plus célèbre, Le Rouge et le Noir.

#### Accident d'hélicoptère
Le samedi 20 juin 2009, Brégnier-Cordon a été le théâtre d'un accident d'hélicoptère, au cours duquel sept personnes (dont le pilote) ont été tuées. Ce bilan en fait le plus meurtrier en France depuis l'accident du 29 novembre 2000 en Nouvelle-Calédonie (sept morts aussi).
L'hélicoptère, un Écureuil, avait été affrété par le parc d'attractions Walibi, localisé dans la commune voisine des Avenières, pour réaliser des baptêmes de l'air avec des employés de l'entreprise. Pour une raison encore inconnue, alors que les conditions météorologiques étaient bonnes, l'engin a perdu de l'altitude et s'est écrasé sur un versant du mont de Cordon. Il n'y a pas eu de survivants.

## Politique et administration

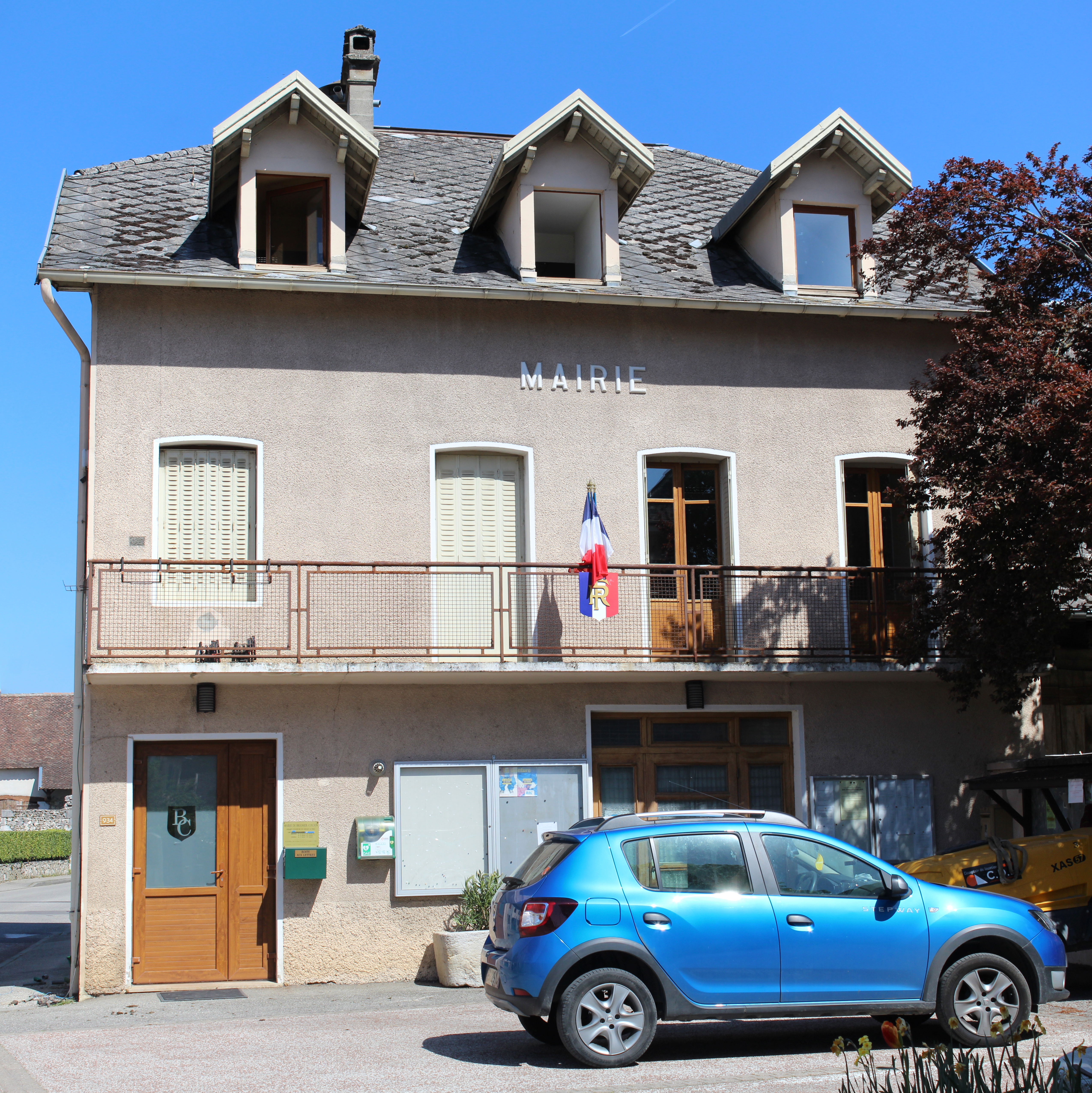
Mairie.

### Tendances politiques

#### Élection présidentielle de 2007
- Premier tour :
  - abstention : 10,33 % des inscrits
  - blancs ou nuls : 1,44 % des votants
  - Nicolas Sarkozy : 29,02 % des exprimés
  - Ségolène Royal : 22,13 %
  - Jean-Marie Le Pen : 16,70 %
  - François Bayrou : 15,45 %
  - Olivier Besancenot : 4,38 %
  - Philippe de Villiers : 3,13 %
  - Dominique Voynet : 2,92 %
  - Frédéric Nihous : 2,30 %
  - Marie-George Buffet : 1,46 %
  - Arlette Laguiller : 1,25 %
  - José Bové : 1,25 %
  - Gérard Schivardi : 0 % ;
- second tour :
  - abstention : 10,52 % des inscrits
  - blancs ou nuls : 4,12 % des votants
  - Nicolas Sarkozy : 58,71 % des exprimés
  - Ségolène Royal : 41,29 %

#### Élection présidentielle de 2002
- Premier tour :
  - abstention : 21,40 % des inscrits
  - blancs ou nuls : 2,36 % des votants
  - Jean-Marie Le Pen : 22,79 %
  - Jacques Chirac : 17,43 %
  - Lionel Jospin : 13,14 %
  - Arlette Laguiller : 8,04 %
  - Noël Mamère : 6,70 %
  - Jean Saint-Josse : 5,90 %
  - François Bayrou : 4,56 %
  - Alain Madelin : 4,29 %
  - Olivier Besancenot : 3,75 %
  - Bruno Mégret : 2,95 %
  - Jean-Pierre Chevènement : 2,68 %
  - Robert Hue : 2,41 %
  - Christiane Taubira : 2,14 %
  - Christine Boutin : 1,88 %
  - Corinne Lepage : 1,34 %
  - Daniel Gluckstein : 0 % ;
- second tour :
  - abstention : 16,46 % des inscrits
  - blancs ou nuls : 3,45 % des votants
  - Jacques Chirac : 75,51 % des exprimés
  - Jean-Marie Le Pen : 24,49 %

### Administration municipale
Le conseil municipal de la commune est composé de 15 conseillers municipaux. L'exécutif est constitué du maire, et de quatre adjoints ayant chacun une charge définie. Le 1er adjoint est chargé des affaires générales, des affaires de l'enfance, de la gestion des établissements communaux et de la gestion du personnel communal. On trouve ensuite un adjoint chargé de l'entretien et la réparation des bâtiments. Il y a un adjoint chargé de l'urbanisme, des logements et du camping et le dernier chargé de la voirie et des réseaux ainsi que du plan d'eau. Enfin, les dix conseillers assistent au conseil municipal.

### Les maires
| Période          | Période           | Identité          | Étiquette | Qualité                                                     |
| ---------------- | ----------------- | ----------------- | --------- | ----------------------------------------------------------- |
| 1977             | 2014              | Robert Meriaudeau | PS        | agrégé de l'Université, docteur en géographie, syndicaliste |
| 2014             | septembre 2015    | Raynald Chahine   | SE        |                                                             |
| 19 décembre 2015 | 19 septembre 2018 | Sergios Aranda    | SE        |                                                             |
| 5 décembre 2018  | 4 juillet 2020    | Ugo Tambellini    | SE        |                                                             |
| 4 juillet 2020   | En cours          | Thierry Vergain   | SE        | cadre de la fonction publique                               |

### Instance judiciaire et administrative
Bureau(x) de la Communauté de communes Terre d'eaux.

### Jumelages
La commune n'a pas développé d'association de jumelage.

## Population et société

### Démographie
L'évolution du nombre d'habitants est connue à travers les recensements de la population effectués dans la commune depuis 1793. Pour les communes de moins de 10 000 habitants, une enquête de recensement portant sur toute la population est réalisée tous les cinq ans, les populations de référence des années intermédiaires étant quant à elles estimées par interpolation ou extrapolation. Pour la commune, le premier recensement exhaustif entrant dans le cadre du nouveau dispositif a été réalisé en 2005.
En 2022, la commune comptait 812 habitants, en évolution de −4,36 % par rapport à 2016 (Ain : +5,15 %, France hors Mayotte : +2,11 %).
| 1793 | 1800 | 1806 | 1821 | 1831 | 1836 | 1841 | 1846 | 1851 |
| ---- | ---- | ---- | ---- | ---- | ---- | ---- | ---- | ---- |
| 514  | 551  | 566  | 703  | 706  | 676  | 759  | 890  | 885  |

| 1856 | 1861 | 1866 | 1872 | 1876 | 1881 | 1886 | 1891 | 1896 |
| ---- | ---- | ---- | ---- | ---- | ---- | ---- | ---- | ---- |
| 838  | 712  | 794  | 758  | 867  | 876  | 863  | 834  | 893  |

| 1901 | 1906 | 1911 | 1921 | 1926 | 1931 | 1936 | 1946 | 1954 |
| ---- | ---- | ---- | ---- | ---- | ---- | ---- | ---- | ---- |
| 905  | 859  | 771  | 680  | 673  | 717  | 690  | 672  | 595  |

| 1962 | 1968 | 1975 | 1982 | 1990 | 1999 | 2005 | 2006 | 2010 |
| ---- | ---- | ---- | ---- | ---- | ---- | ---- | ---- | ---- |
| 582  | 502  | 442  | 502  | 511  | 566  | 659  | 671  | 832  |

| 2015 | 2020 | 2022 | - | - | - | - | - | - |
| ---- | ---- | ---- | - | - | - | - | - | - |
| 856  | 819  | 812  | - | - | - | - | - | - |

### Enseignement
Une école maternelle permet l'accueil d'une quarantaine d'enfants âgés de 2 à 5 ans. Elle est composée de deux classes situées dans le même bâtiment que l'école primaire du village.
La commune est pourvue d'une école primaire. Celle-ci accueille en moyenne 120 enfants âgés de 5 à 12 ans dont le quart provient de communes voisines n'ayant pas la capacité d'avoir une école.
Cette école possède un label dit « Éco École », ce qui signifie qu'elle s'engage en faveur de l'écologie.
Concernant ses équipements, l'école possède une salle informatique avec une quinzaine de postes, d'une salle d'activité physique et d'un professeur de musique. Il y a également une cantine scolaire située à proximité de l'école.

### Manifestations culturelles et festivités
Brégnier-Cordon compte de nombreuses animations notamment organisées par son comité des fêtes, le sou des écoles et le multisport loisirs qui propose des animations variées tout au long des semaines.
Chaque année, le comité des fêtes organise la fête du plan d'eau de Glandieu, avec feu d'artifice et restauration ainsi qu'un vide-grenier fin août.

### Santé
- centre de secours
- cabinet d'infirmière
- cabinet médical

### Sports et associations
La commune dispose de plusieurs clubs sportifs. Il y a la société de pêche, un club de jeu de boules, une société de chasse, un club de pétanque et un club de tennis.
On trouve également d'autres associations, telles que la société des donneurs de sang, le comité des fêtes, le sou des écoles, l'association pour les personnes âgées, ou encore le club de lecture.

### Médias
Le journal Le Progrès propose une édition locale aux communes du Haut-Bugey. Il paraît du lundi au dimanche et traite des faits divers, des évènements sportifs et culturels aux niveaux local, national, et international.
Le journal La Voix de l'Ain est un hebdomadaire qui propose des informations locales pour les différentes régions du département de l'Ain.
La chaîne France 3 Rhône Alpes Auvergne est disponible dans la région.

### Personnalités liées à la commune
- Auguste Billiemaz (1903-1983), né et décédé à Brégnier-Cordon, entrepreneur en confiserie et sénateur de l'Ain de 1955 à 1980.
- Léon Borgey (1888-1959), sculpteur, né dans la commune.
- Raymond Sordet, né en 1921 à Brégnier-Cordon, fusillé le 31 mai 1944 à Lyon : résistant du réseau Charette, agent du bureau central de renseignements et d'action, il a relevé les plans de la base allemande sous-marine de Toulon et les a transmis à Londres[38].

## Économie

### Revenus de la population et fiscalité
Selon l'enquête de l'INSEE en 1999, les revenus moyens par ménage sont de l'ordre de 13 485 euros par an, alors que la moyenne nationale est de 15 027 euros par an. Il n'y a pas de redevables de l'impôt de solidarité sur la fortune (ISF) à Brégnier-Cordon.

### Emploi
La population de Brégnier-Cordon se répartit en 42,2 % d'actifs, ce qui est légèrement inférieur aux 45,2 % d'actifs de la moyenne nationale, 24,7 % de retraités, un chiffre supérieur au 18,2 % national. On dénombre également 22,8 % de jeunes scolarisés et 10,2 % d'autres personnes sans activité.
Le taux d'activité  de la population des 20 à 59 ans de Brégnier-Cordon est de 86 %, avec un taux de chômage de 9,8 %, donc légèrement supérieur à la moyenne nationale de 9,6 % de chômeurs pour l'année 2006.
Répartition des emplois par domaine d'activité
|                             | Agriculteurs | Artisans, commerçants, chefs d'entreprise | Cadres, professions intellectuelles | Professions intermédiaires | Employés | Ouvriers |
| --------------------------- | ------------ | ----------------------------------------- | ----------------------------------- | -------------------------- | -------- | -------- |
| Brégnier-Cordon             | 2,4 %        | 4,9 %                                     | 7,3 %                               | 26 %                       | 20,3 %   | 39 %     |
| Moyenne nationale           | 0 %          | 8,3 %                                     | 6,7 %                               | 21,7 %                     | 18,3 %   | 45 %     |
| Sources des données : Insee |              |                                           |                                     |                            |          |          |

### Entreprises de l'agglomération
Brégnier-Cordon a été un centre de scierie du marbre. Une usine est restée en activité au pied de la cascade de Glandieu jusqu'aux années 1970.
L'usine hydro-électrique de Brégnier-Cordon construite sur un canal de dérivation du Rhône en 1981, génère des taxes professionnelles mais très peu d'emplois.
L'agriculture locale est dominée par les cultures du maïs et du tabac.
Zone artisanale encore en développement : 
- câblage électrique
- démoustication
- signalétique sur panneaux de bois
- fioul domestique
- tracteurs, matériel agricole

Hors zone artisanale :
- exploitation de gravières du Rhône
- confiserie
- BTP, assainissement
- marbrerie
- réalisation de tennis[Lesquels ?]

### Commerces
L'activité commerciale consiste en un bar, un restaurant, une boulangerie (installée dans l'ancienne gare PLM de La Bruyère), une épicerie, un hôtel-bar-restaurant et un bureau de poste.

## Culture locale et patrimoine

### Lieux et monuments

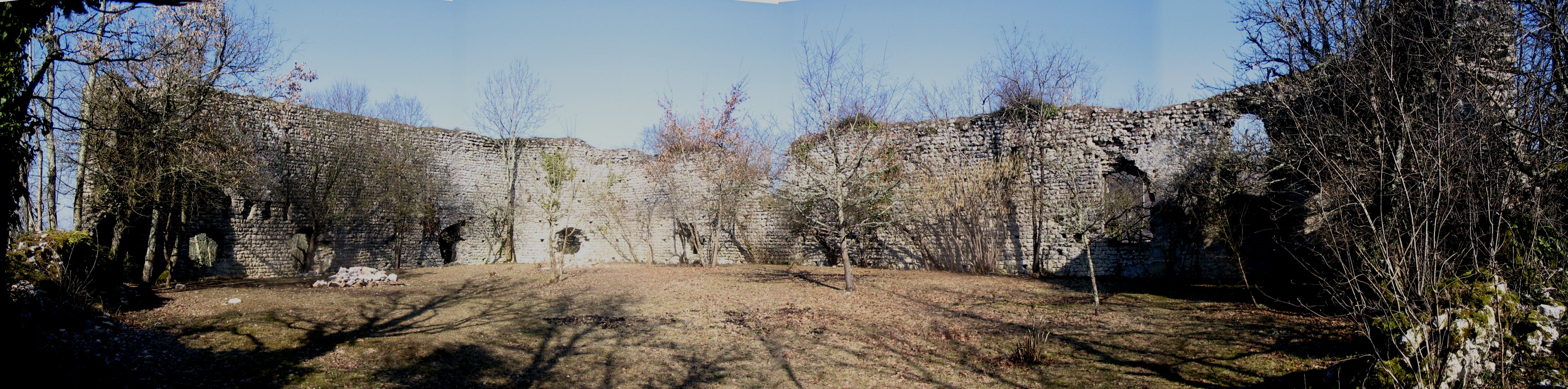
Vue panoramique des ruines du château de Cordon.

- Ruines du château de Cordon du XIIe siècle. L'ancien château fort, centre de la seigneurie de Cordon et chef-lieu d'un mandement du Bugey, idéalement situées sur une hauteur dominant le Rhône, servit de vigie aux marches des États de Savoie. Les ruines occupent le sommet d'une colline de 240 mètres d'altitude, dominant la plaine du Rhône, située 40 mètres plus bas. Il contrôlait l'ancien chemin de Peyrieu aux Marches.
- Château de la Barre du XIVe siècle. L'ancien château fort, centre de la seigneurie de La Barre, a été remanié au XXe siècle. Il se dresse sur le versant ouest du mont de Cordon, à 2,5 kilomètres au sud par la départementale 19.

Le château aurait été fondé dès le XIIe siècle par des vassaux des comtes de Savoie. En 1344, le chevalier Guillaume de Cordon en fait hommage à Louis de Savoie, seigneur de Vaud, et son fils au comte de Savoie Amédée V en 1362.
- Pont de pierre à Cordon, sur le Rhône.
- Monument à la mémoire d'enfants juifs cachés dans le village d'Izieu et déportés.
- Barrage et centrale hydroélectrique sur le Rhône.
- Stèle à la mémoire d'Auguste Billiemaz.

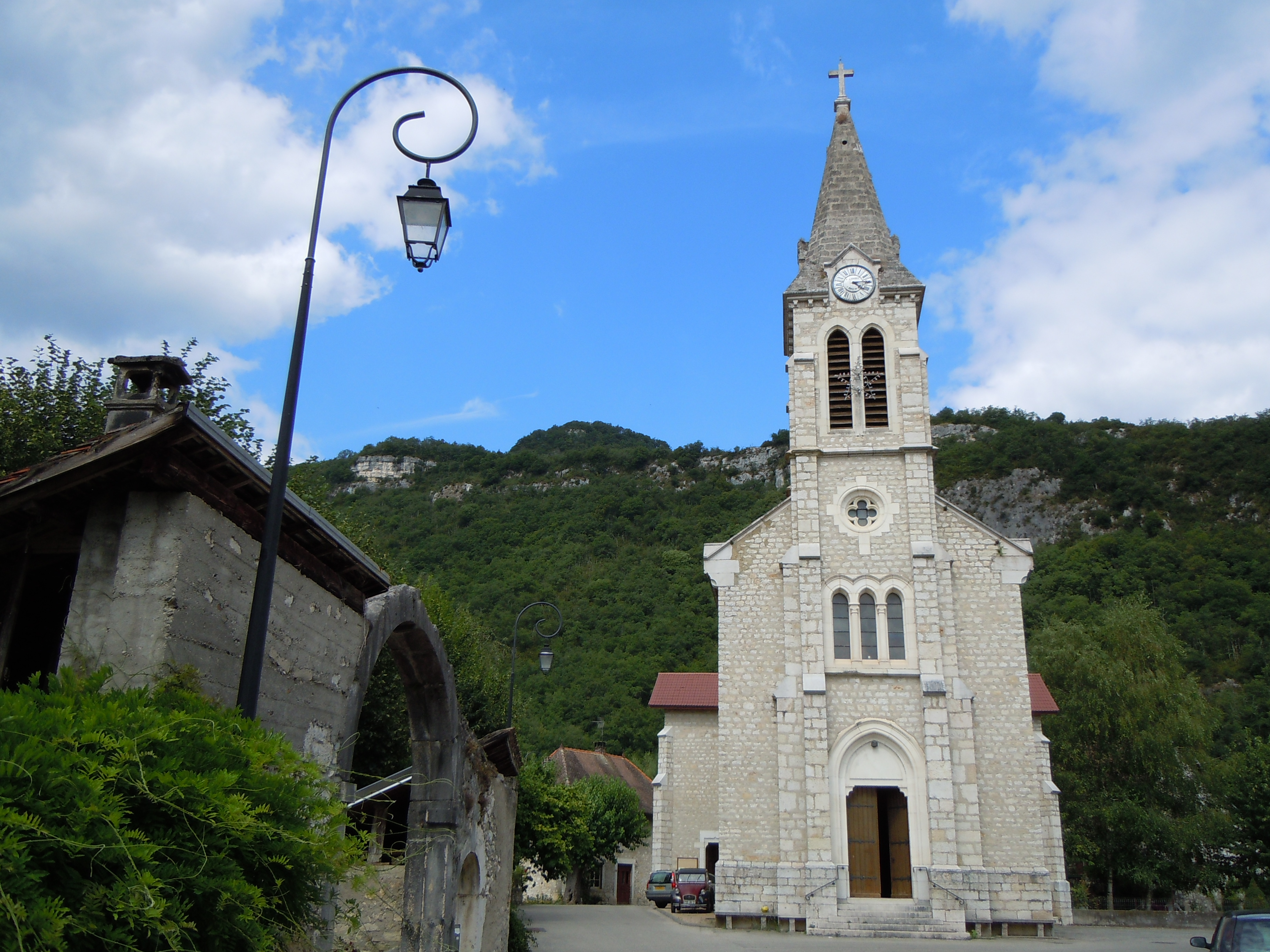
Église de Brégnier-Cordon.

- Église Saint-Jean-Baptiste de Brégnier-Cordon, XIXe siècle.

### Patrimoine culturel
- Musée Escale Haut-Rhône,
- une ancienne chocolaterie abrite la Maison des Isles du Rhône, gîte collectif (tourisme rural), en bordure du Rhône ;
- proximité du village d'Izieu et son musée mémorial.

### Patrimoine naturel
- Grotte de Lievrin,
- cascade de Glandieu.

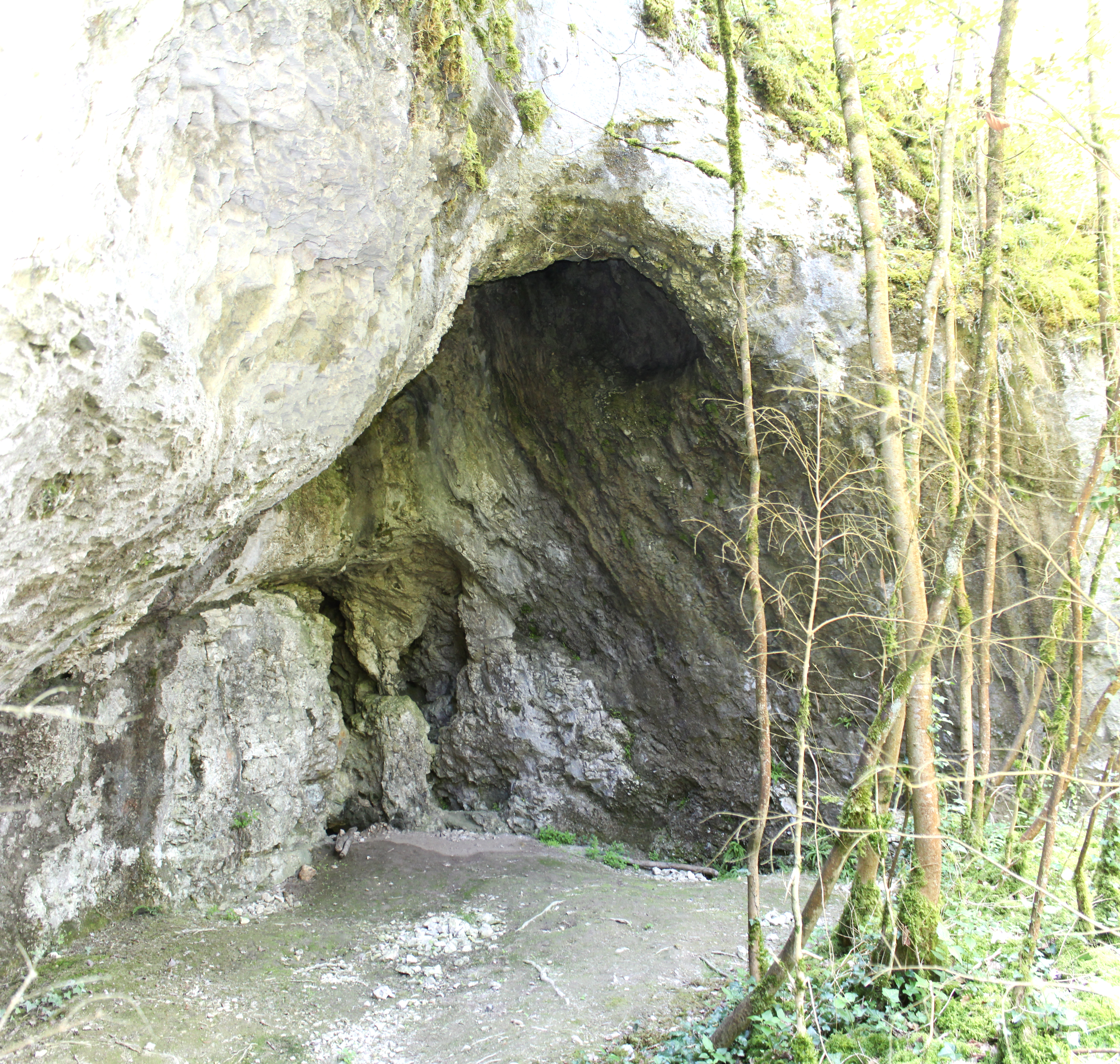
Entrée de la grotte de Lievrin.

La commune compte quatre ZNIEFF de type I :
- Mont de Cordon,
- falaises de Saint-Benoît à Brégnier-Cordon ;
- pelouse sèche de Cordon,
- milieux alluviaux du Rhône, du pont de Groslée à Murs et Gélignieux.

### Héraldique
| Blason de Brégnier-Cordon | Blason  | D'azur aux lettres capitales B et C rangées en bande et entrelacées d'argent. |
| Blason de Brégnier-Cordon | Détails | Le statut officiel du blason reste à déterminer.                              |